# Витроль-ан-Люберон
Витроль-ан-Люберо́н (фр. Vitrolles-en-Luberon) — коммуна во французском департаменте Воклюз региона Прованс — Альпы — Лазурный Берег. Относится к кантону Пертюи.	

## Географическое положение
Витроль-ан-Люберон расположен в 65 км к востоку от Авиньона. Соседние коммуны: Ла-Бастид-де-Журдан на юго-востоке, Пейпен-д’Эг на юго-западе.

## Демография
Население коммуны на 2010 год составляло 186 человек.
| 1962 | 1968 | 1975 | 1982 | 1990 | 1999 | 2010 |
| ---- | ---- | ---- | ---- | ---- | ---- | ---- |
| 61   | 50   | 59   | 72   | 137  | 145  | 186  |

## Достопримечательности
- Замок дю Гран-Пре, XVII и XVIII века.
- Масличная мельница.
- Церковь Сент-Этьенн.
- Оратория Сент-Филомен.
- Миссионерский придорожный крест Сен-Симеон, XIX век.